# توكر وديل يواجهان الشر
توكر وديل يواجهان الشر (بالإنجليزية: Tucker & Dale vs Evil)‏ هو فيلم كوميديا ورعب كندي-أمريكي من تأليف وإخراج ايلاي كريج. الفيلم من بطولة ألن توديك وتايلر لابيني وكاترينا بودين. توديك ولابيني يجسدان دور قرويين مسالمين يشتبه بهما خطأً بكونهما سفاحين من قبل مجموعة طلاب كلية. عرض الفيلم لأول مرة في مهرجان صاندانس السينمائي سنة 2010 وحصل على إصدار محدود في الولايات المتحدة. تلقى الفيلم مراجعات إيجابية من معظم النقاد.

## وصلات خارجية
- الموقع الرسمي
- توكر وديل يواجهان الشر على موقع IMDb (الإنجليزية)
- توكر وديل يواجهان الشر على موقع ميتاكريتيك (الإنجليزية)
- توكر وديل يواجهان الشر على موقع روتن توميتوز (الإنجليزية)
- توكر وديل يواجهان الشر على موقع ألو سيني (الفرنسية)
- توكر وديل يواجهان الشر على موقع Turner Classic Movies (الإنجليزية)
- توكر وديل يواجهان الشر على موقع أول موفي (الإنجليزية)
- توكر وديل يواجهان الشر على موقع بوكس أوفيس موجو (الإنجليزية)
- توكر وديل يواجهان الشر على موقع قاعدة بيانات الفيلم (الإنجليزية)
- توكر وديل يواجهان الشر على موقع ليتربوكسد (الإنجليزية)
- توكر وديل يواجهان الشر على موقع كينوبويسك (الروسية)